# Salut (théologie)
Pour les articles homonymes, voir Salut.
 (mai 2025).
Si vous disposez d'ouvrages ou d'articles de référence ou si vous connaissez des sites web de qualité traitant du thème abordé ici, merci de compléter l'article en donnant les références utiles à sa vérifiabilité et en les liant à la section « Notes et références ».
Le salut est une notion religieuse qui signifie « délivrance et libération ». Le croyant qui a atteint le salut est délivré et libéré du péché et de l'insatisfaction, et « sauvé » de la condamnation éternelle à l'enfer. Il a accès au paradis et bénéficie ainsi d'une relation éternelle avec Dieu.
La sotériologie est le domaine de la théologie qui étudie les différentes doctrines du salut.

## Dans le judaïsme
Dans la Bible hébraïque, le mot יְשׁוּעָה, Yeshou’a, est un substantif traduit par « secours » ou « salut ». Il apparaît dans des mots composés, en tout 113 fois, souvent dans des supplications : 
- une fois dans la Genèse (49, 18) ;
- deux fois dans l’Exode (14, 13 et 15, 2) ;
- deux fois dans le Premier Livre de Samuel (2,1 et 14, 45) ;
- trois fois dans le Deuxième Livre de Samuel ;
- très fréquemment dans les Psaumes et dans Isaïe ;
- une fois dans Jonas (2, 10) ;
- une fois dans Habacuc (3,8) ;
- quatre fois dans Job.

Exemples :
- Psaume 3, 9 : Le salut est auprès de YHWH (לַיהוָה הַיְשׁוּעָה, LéAdonaÏ HaYeshou’a) ;
- Psaume 44, 5 : Ordonne le salut de Jacob ! צַוֵּה יְשׁוּעוֹת יַעֲקֹב, Tsavéh Yeshou’ot Ya’aqov ;
- Jonas 2, 10 : Le salut vient de l’Eternel : יְשׁוּעָתָה לַיהוָה, Yeshou’atah LéAdonaï.

## Dans le christianisme

### Approche thématique
Bernard Sesboüé distingue :
- La médiation descendante :
  1. Le Christ illuminateur : le salut par révélation ;
  2. Le Christ vainqueur : la rédemption ;
  3. Le Christ libérateur ;
  4. Le Christ divinisateur ;
  5. Le Christ justice de Dieu.
- La médiation ascendante :
  1. Le sacrifice du Christ ;
  2. L’expiation souffrante et la propitiation ;
  3. La satisfaction ;
  4. De la substitution à la solidarité.
- Finalement, Sesboüé conclut avec le concept de réconciliation.

### Approche historique

#### Les textes du Nouveau Testament
Divers textes du Nouveau Testament insistent sur l'importance capitale du salut éternel. D'autres expressions sont utilisées pour désigner le salut, comme « vie éternelle » ou « Royaume de Dieu ».
1. La venue de Jésus est pour le salut du Monde : « Car Dieu a tant aimé le monde qu'il a donné son Fils unique, afin que quiconque croit en lui ne périsse pas, mais qu'il ait la vie éternelle », Jn 3,16.
2. Le salut s'obtient par la grâce et par la foi : « Le vent souffle où il veut, et tu en entends le bruit ; mais tu ne sais pas d'où il vient, ni où il va. Il en est ainsi de toute personne qui est née de l'Esprit », Jn 3,8. « En effet, c'est par la grâce que vous êtes sauvés, par le moyen de la foi. Et cela ne vient pas de vous, c'est le don de Dieu », Eph 2, 8.
3. Le salut s'obtient aussi par les œuvres : « Vous voyez que l'homme est justifié par les œuvres et non par la foi seulement », Jacques 2,24.
4. La repentance est nécessaire pour la nouvelle naissance : « Le temps est accompli, et le royaume de Dieu est proche. Repentez-vous et croyez à la bonne nouvelle », Mc 1,15.
5. L'expérience du salut débute à la nouvelle naissance : « Jésus lui répondit : "En vérité, en vérité, je te le dis, si quelqu'un ne naît pas de nouveau, il ne peut voir le royaume de Dieu" », Jn 3,3.
6. Le salut est une assurance, une certitude pour le croyant : « Cependant, ne vous réjouissez pas de ce que les esprits vous sont soumis, mais réjouissez-vous de ce que vos noms sont inscrits dans les cieux », Lc 10,20. « Puisque nous avons une telle espérance, nous faisons preuve d'une grande assurance », 2 Cor 3,12.
7. Le Christ sauve tous les hommes : « En nul autre que lui, il n'y a de salut, car, sous le ciel, aucun autre nom n'est donné aux hommes, qui puisse nous sauver. », Ac 4,12.
8. Le salut se manifeste dans la vie terrestre du croyant : « Le royaume de Dieu c'est la justice, la paix et la joie, par l'Esprit Saint », Rom 14,17.
9. Le salut nous assure le paradis à notre mort : « Jésus lui répondit : "Je te le dis en vérité, aujourd'hui tu seras avec moi dans le paradis" », Lc 23,43.

#### Les Pères de l'Église
Au Ve siècle, l'évêque africain Augustin d'Hippone s'était opposé à ce sujet au moine britannique Pélage. Ce dernier soutenait que l'Homme a en lui la force de vouloir le bien et de pratiquer la vertu, une position relativisant l'importance de la grâce divine.
Augustin refuse cette vision et déclare que Dieu est le seul à décider à qui il accorde (ou non) sa grâce. Les bonnes ou mauvaises actions de l'Homme (sa volonté et sa vertu, donc) n'entrent pas en ligne de compte, puisque le libre-arbitre de l'Homme est réduit par la faute originelle d'Adam. Dieu agit sur l'Homme par l'intermédiaire de la grâce efficace, donnée de telle manière qu'elle atteint infailliblement son but, sans pour autant détruire la liberté humaine. L'Homme a donc un attrait irrésistible et dominant pour le bien, qui lui est insufflé par l'action de la grâce efficace. Mais le salut de l'âme après la mort ne vient que de la seule volonté de Dieu (Sola gratia).

#### Au Moyen Âge
La théologie médiévale, dominée par la pensée augustinienne, laisse peu de place à la liberté humaine : Thomas d'Aquin tente cependant d'organiser autour de la pensée d'Augustin un système métaphysique permettant de concilier grâce et liberté humaine. Il lui faut tenir à la fois l'affirmation de l'action divine dans chaque action de l'Homme, et l'affirmation de la liberté de ce même Homme.

#### Le jansénisme
Le jansénisme est issu d'un courant théologique s'inscrivant dans le cadre de la Réforme catholique, apparu dans les années qui suivent le Concile de Trente mais qui puise ses sources dans des débats plus anciens.
S'il tire son nom de Cornelius Jansen, il se rattache à une longue tradition de pensée augustinienne. Jansenius, alors étudiant à l'université puis professeur, entreprend la rédaction d'une somme théologique visant à régler le problème de la grâce en faisant une synthèse de la pensée d'Augustin.
Ce travail, un manuscrit de près de mille trois cents pages intitulé Augustinus, est presque achevé lorsque son auteur, devenu évêque d'Ypres, meurt brusquement en 1638. Il y affirme, en conformité avec la doctrine augustinienne de la sola gratia, que depuis le péché originel, la volonté de l'homme sans le secours divin n'est capable que du mal. Seule la grâce efficace peut lui faire préférer la délectation céleste à la délectation terrestre, c'est-à-dire les volontés divines plutôt que les satisfactions humaines. Cette grâce est irrésistible, mais n'est pas accordée à tous les hommes. Jansen rejoint ici la théorie de la prédestination de Jean Calvin, lui-même très augustinien.

#### L’œcuménisme
La Déclaration commune sur la justification par la foi est un texte publié en 1999 par des représentants officiels de l'Église catholique et de deux fédérations d'Églises protestantes sur une question théologique qui les avait divisés au cours de l'histoire : est-on sauvé par ses œuvres ou par sa foi ?
La déclaration a été signée à Augsbourg le 31 octobre 1999 entre le représentant de l'Église catholique, le président de la Fédération mondiale luthérienne. Elle a ensuite été approuvée par le Conseil méthodiste mondial en 2006, la Communion mondiale d'Églises réformées et par la Communion anglicane en 2017.

### Approche confessionnelle

#### Doctrine catholique
La dimension « positive » de la théologie catholique évoque le salut comme vision béatifique, adoption filiale, réconciliation avec Dieu, divinisation.
La dimension « négative » de l'enseignement catholique sur le salut l'explique comme la réparation du péché de l'homme. Par le péché originel, « l'homme a fait choix de soi-même contre Dieu ». Après sa chute, l’homme n’a pas été abandonné par Dieu : l'homme étant incapable de se rapprocher de Dieu par lui-même, étant incapable de réparer une telle faute, Dieu a envoyé son Fils qui est l'instrument de la réconciliation : sa vie sur terre et son sacrifice sont le moyen pour Dieu de prendre le péché des hommes et de leur accorder la possibilité d'accomplir la finalité de l'homme rappelé par Ignace de Loyola : « L'homme est créé pour louer, respecter et servir Dieu notre Seigneur ». Le salut s'obtient par l'acceptation de la Bonté divine et du Sauveur qu'il nous donne.

#### Doctrines protestantes

##### Luther
En lisant l'Épître aux Romains, Martin Luther élabore la doctrine de la justification par la foi : « le juste vivra par la foi. Dieu ne réclame rien, au contraire, c'est lui qui donne, sa justice infinie est un don ». Luther prend la formule dans un sens absolu qui l'amène à adopter la doctrine de la prédestination, car « la foi est l'œuvre de Dieu et non de l'homme ».

##### Calvin
Jean Calvin pense qu'en désobéissant à Dieu, l'homme est esclave du péché, il n'a plus qu'un « serf arbitre » ; il a gardé sa volonté, mais il a été dépouillé d'une volonté pour le bien. Citant Bernard de Clairvaux, Calvin déclare : « Vouloir est de l'homme. Vouloir le mal est de nature corrompue. Vouloir le bien est de grâce ». Calvin dénie à l'homme toute volonté de chercher Dieu. Dieu se penche vers les êtres humains et leur ouvre ses bras tel un père miséricordieux. Toute l'œuvre de justice et de justification est en Dieu. Continuant son raisonnement, Calvin pense que la foi elle-même vient de Dieu. Si Dieu fait tout et l'homme rien, c'est Dieu qui choisit. Les êtres humains ne choisissent rien. À peine mentionnée dans l'édition de 1536 de l'Institution, elle a pris peu à peu une place croissante dans les éditions suivantes. Le chrétien n'a plus aucune responsabilité dans son destin après la mort. Son destin est entre les mains du souverain divin à qui il doit s'abandonner en toute confiance.

##### Jacobus Arminius
Jacobus Arminius (vers 1560 - 19 octobre 1609) est un théologien protestant néerlandais. Il fut ministre de l'Église réformée hollandaise reconnue par l'État. Il est le fondateur de la notion d'arminianisme qui amènera à la fondation de la fraternité remontrante. Il prétend, contre la doctrine de Calvin sur la prédestination, que la détermination de la destinée de l'homme par Dieu n'est pas absolue. L'acceptation ou le refus de la grâce par l'homme joue aussi son rôle dans la justification. Ses partisans, nommés « arminiens », soumirent une Remontrance aux gouvernements et aux assemblées de Frise et de Hollande afin d'obtenir plus de tolérance à leur égard, en particulier de la part des gomaristes (du nom de François Gomar), d'où le nom de « remontrants ».

##### Christianisme évangélique
Pour les églises chrétiennes évangéliques, le salut s'obtient par la grâce, après la repentance (reconnaître ses péchés et son besoin de Dieu) et en donnant sa vie à Jésus le Sauveur. Dans certaines églises, une invitation au salut est régulièrement faite à la fin du service. Le croyant qui possède le salut est délivré et libéré du péché et de la condamnation éternelle (enfer). Cette expérience commence dans la vie terrestre de la personne (paix, joie et assurance) et continue après la mort, par un accès direct au paradis.

## Dans l'islam
À de nombreuses reprises, le Coran évoque le principe eschatologique selon lequel les humains seront jugés au jour du Jugement. De ce jugement dépendra l'accès au Paradis ou à l'Enfer. Le Coran décrit celui-ci en utilisant le champ sémantique de la balance, du poids des péchés, ce qui l'inscrit dans la continuité de l'Ancien Testament mais aussi des sources zoroastriennes. Selon le Coran, les actions des hommes sont inscrites par des anges dans un livre qui sert lors du jugement à estimer ses actions.
Si Dieu reste libre de diriger le défunt vers l'un ou l'autre lieu, ce sont les choix de l'homme entre le bien et le mal qui détermineront la destinée de son âme. Cette liberté de l'homme s'inscrit dans un plan de Dieu dans lequel celui-ci envoie de nombreux signes par les prophètes et par les Livres afin de guider les fidèles. Le choix du bien passe, pour le Coran, par l'acte d'adoration de Dieu. En effet, « l'adoration de Dieu est ce qui permet à l'homme de rester sur le droit chemin, d'obéir à Dieu, c'est-à-dire d'agir selon sa volonté, de purifier son âme et partant d'être récompensé à la fin des Temps ».
Ainsi, pour être sauvé, l'homme doit accomplir des actions méritoires. Celles-ci sont les devoirs prescrits par Dieu ou son prophète, que ces obligations soient personnelles ou communautaires. Avec la reconnaissance de l'unicité de Dieu, les principaux devoirs sont les « piliers de l'islam » : prières quotidiennes, jeûne du ramadan, pèlerinage à La Mecque... mais aussi le jihad, au sens d'effort contre le vice. D'autres actions méritoires sont citées dans le Coran comme prendre soin des pauvres et des orphelins ou se repentir.

## Dans l'hindouisme et le bouddhisme
Dans l'hindouisme et le bouddhisme, le salut est défini comme la libération, pour l'adepte, du cycle de renaissance et de souffrance, le samsāra. Plusieurs courants de ces deux religions prônent, à la différence des religions théistes de type abrahamique, la non-dualité : opposer l'être individuel à l'Absolu est une erreur, issue d'une ignorance métaphysique (mâyâ, avidyā). L'individu serait en quelque sorte « déjà sauvé », ce qui lui manque est la prise de conscience de cette réalité, et la voie de salut qu'il doit suivre consiste à écarter le voile d'ignorance qui le porte à se croire séparé de l'Absolu.
L'hindouisme qualifie ce résultat de moksha, libération finale de l'âme individuelle (appelée jivātman par l'école la plus représentative, celle du Védanta).
Le bouddhisme, qui refuse le concept d'âme immortelle (concept d'anātman), y voit l’extinction d’une avidité inextinguible, de la soif perpétuelle de plaisir, chaînon de la coproduction conditionnée : cette soif est conditionnée par la sensation, vedana et conditionne à son tour l'attachement, upadana.
Toutefois ce salut, appelé Éveil (bodhi) ou nirvāna, peut être accessible dès la vie présente : l'universitaire britannique Paul Williams affirme que « pour de nombreux bouddhistes d'Asie du Sud-Est et depuis des temps très anciens, le Sūtra du Lotus contient l'enseignement final du Bouddha, complet, et suffisant pour le salut ».